# Éditions du Chêne
Cet article possède un paronyme, voir Cheyne éditeur.
Pour les articles homonymes, voir Chêne (homonymie).
Les Éditions du Chêne sont une maison d'édition française, fondée en 1940 par Maurice Girodias,.

## Histoire
Fondé en novembre 1940 par Maurice Girodias au 16 de la Place Vendôme, le fond des éditions du Chêne est confié en 1941 aux éditions Rombaldi. L'un des premiers livres édités est Le Meuble, très illustré et paru dans la collection dirigée par André Lejard (1899-1974), « La tradition française », et suivront Le Livre. Les plus beaux exemplaires de la Bibliothèque Nationale (1942), La Tapisserie, L'Orfèvrerie. La Joaillerie. Puis, en 1943, Destinée de Paris et Visages de Paris, hier et demain, et deux ouvrages sur des peintres, Matisse et Picasso, ce dernier présenté par Robert Desnos. Ainsi dès l'origine, cet éditeur se consacre aux beaux-livres.
En 1945, Girodias paraît devant la justice du fait de ses activités commerciales durant l'Occupation, et bénéficie d'un non-lieu en novembre 1946. Un mois plus tôt, Girodias était convoqué devant le juge d'instruction pour avoir publié Tropique du Capricorne de Henry Miller, à la suite d'une série de plaintes orchestrées par le Cartel d'action sociale et morale ; le titre se voit interdit de vente en librairie.
En juin 1946, la maison édite le premier numéro de la revue Critique dirigée par Georges Bataille. En 1953, Girodias lance une maison, Olympia Press, établie à Paris, ne publiant que des textes en anglais.
En 1951, une partie des actifs de l'ancienne société est reprise par le groupe Hachette quand est fondée la « Société nouvelle des éditions du Chêne ».
En 1971, sa direction est reprise par Georges Herscher qui en élargit la ligne éditoriale. Les éditions du Chêne s'orientent vers la publication d'ouvrages consacrés à la photographie, à l'architecture, au cinéma et la peinture.
En 1986, David Campbell reprend les éditions du Chêne, sous la direction d'Agnès Touraine, et oriente le catalogue vers le domaine de l'art de vivre (décoration, gastronomie, jardinage...) et publie, entre autres, Les Carnets de cuisine de Monet, vendu à plus de 600 000 exemplaires et traduit dans une dizaine de langues.
La Société nouvelle des éditions du Chêne est dissoute puis radiée le 31 décembre 1993.
En 1996, les éditions du Chêne rachètent la marque des éditions EPA, et complètent ainsi leur catalogue avec des livres consacrés à l'automobile, au sport, au vin, à l'architecture d'intérieur, et des livres pour adulte sous franchise, comme avec Playboy.
En 2007, les éditions du Chêne sont dirigées par Fabienne Kriegel, et la ligne éditoriale reste fortement orientée vers le livre illustré.
Depuis 2018, les éditions du Chêne sont dirigées par Emmanuel Le Vallois. La stratégie éditoriale est centrée sur une production plus petite et de qualité. Les éditions du Chêne ayant pour vocation de publier des livres haut de gamme pour la librairie traditionnelle.
Les livres aujourd'hui publiés par les éditions du Chêne sont consacrés toujours aux beaux arts, à la photographie, au voyage, à l'architecture, à la gastronomie.

## Sources et références
1. ↑  Notice d'autorité collectivité : Éditions du Chêne, BnF, consulté le 20 juin 2012.
2. ↑  Qui sommes-nous ?, editionsduchene.fr, consulté le 20 juin 2012.
3. ↑  « Lejard, André », article sur le Maitron.
4. 1 2 3  Pascal Fouché, Chronologie de l'édition française de 1900 à nos jours, moteur de recherche en ligne.
5. ↑  « Agnès Touraine : les dates clés », Institut des actuaires, 2017.